# Герберт, Люси
Люси Ге́рберт (англ. Lucy Herbert; 1669 — 1743/1744) — английская аристократка, канонисса и религиозная писательница.

## Биография
Люси Герберт была четвёртой дочерью в семье Уильяма Герберта, 1-го маркиза Поуис и его супруги Элизабет Герберт, дочери Эдуарда Сомерсета, 2-го маркиза Вустер.
Герберт уехала в Испанские Нидерланды и около 1690 года поступила в монастырь английских канонисс в Брюгге. 
Спустя три года, в 1693 году приняла обет как член монашеской общины. В 1709 году Люси стала настоятельницей монастыря, при ней был привезён из Рима мраморный алтарь и произведены улучшения монастыря Она была автором двух религиозных трудов. Скончалась в январе 1743 или 1744 года в Брюгге.